# Asige distrikt
Asige distrikt är ett distrikt i Falkenbergs kommun och Hallands län. 
Distriktet ligger öster om Falkenberg. 

## Tidigare administrativ tillhörighet
Distriktet inrättades 2016 och utgörs av socknen Asige i Falkenbergs kommun.
Området motsvarar den omfattning Asige församling hade vid årsskiftet 1999/2000.